# Islas del Atlántico Sur

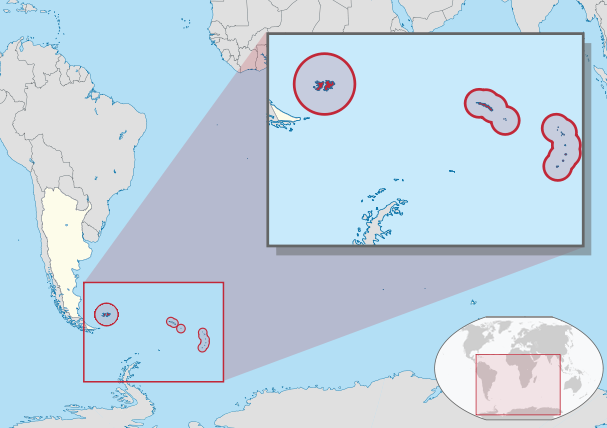
de locatie van de Islas del Atlántico Sur

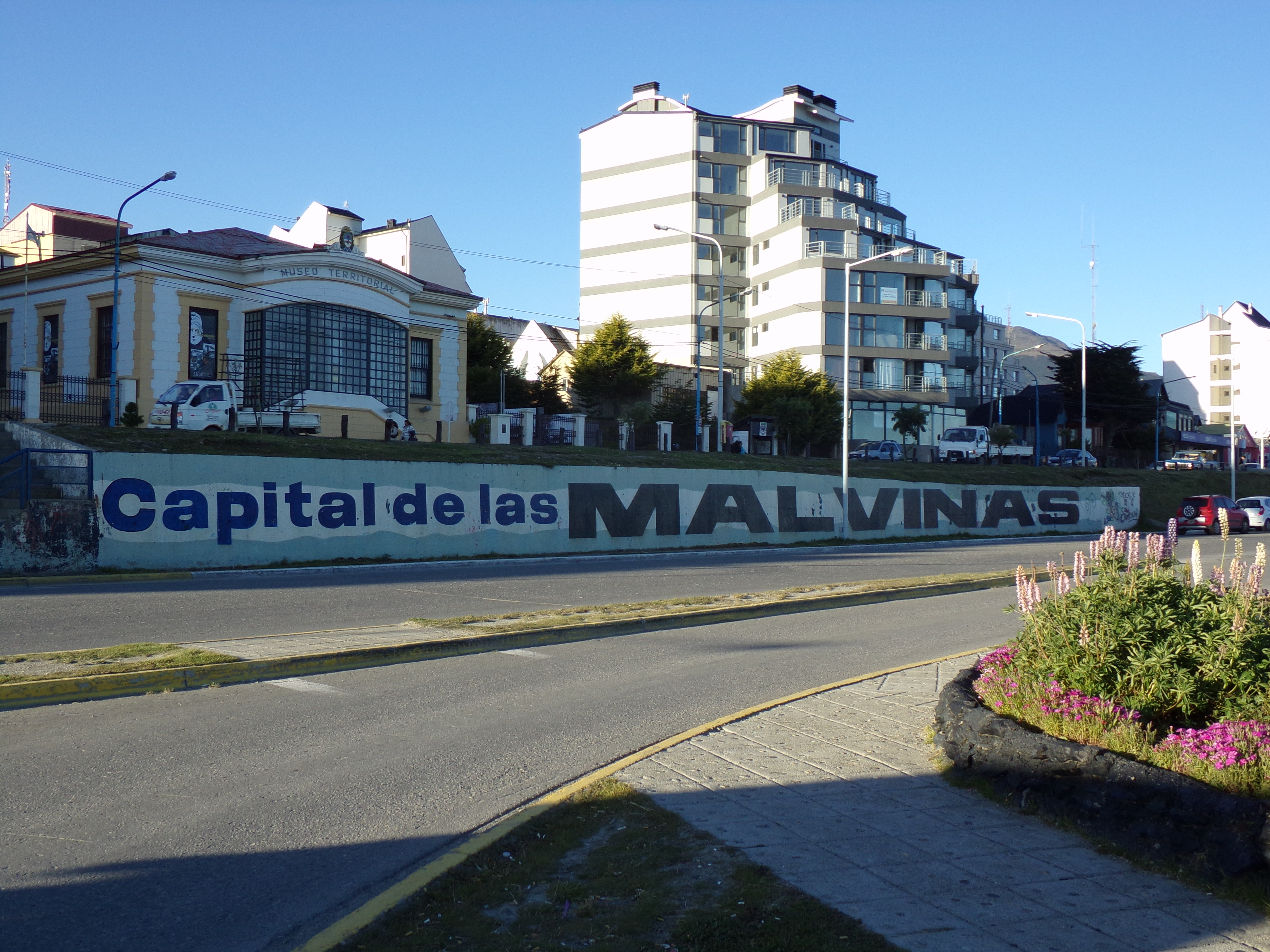
Protest muurschildering in Ushuaia.

De Islas del Atlántico Sur zijn de door Argentinië geclaimde eilanden in het Zuiden van de Atlantische Oceaan. Het gaat om de Falklandeilanden (Islas Malvinas), Zuid-Georgië, de Zuidelijke Sandwicheilanden. Als hoofdstad van de claim op deze Britse eilanden wijst Argentinië Puerto Argentino, de Spaanse benaming van Stanley aan. In 1982 bezette Argentinië deze geclaimde gebieden ook, met als gevolg de Falklandoorlog, waar de Britten uiteindelijk als overwinnaar uit de strijd kwamen.
Río Grande · Ushuaia · Argentijns Antarctica * · Zuid-Atlantische eilanden *

De met * gemarkeerde departementen worden door Argentinië geclaimd maar behoren niet tot Argentinië.